# Ranganatha
Ranganatha (Sanskrit : रंगनाथ), también conocido como Sri Ranganatha, Ranganathar o Ranga, es una deidad hindú muy conocida en el sur de la India. Se considera la última forma de Visnú. Su consorte es la diosa Lakshmi, también conocida como Ranganayaki, y cariñosamente Thayar ("madre santa" en tamil).

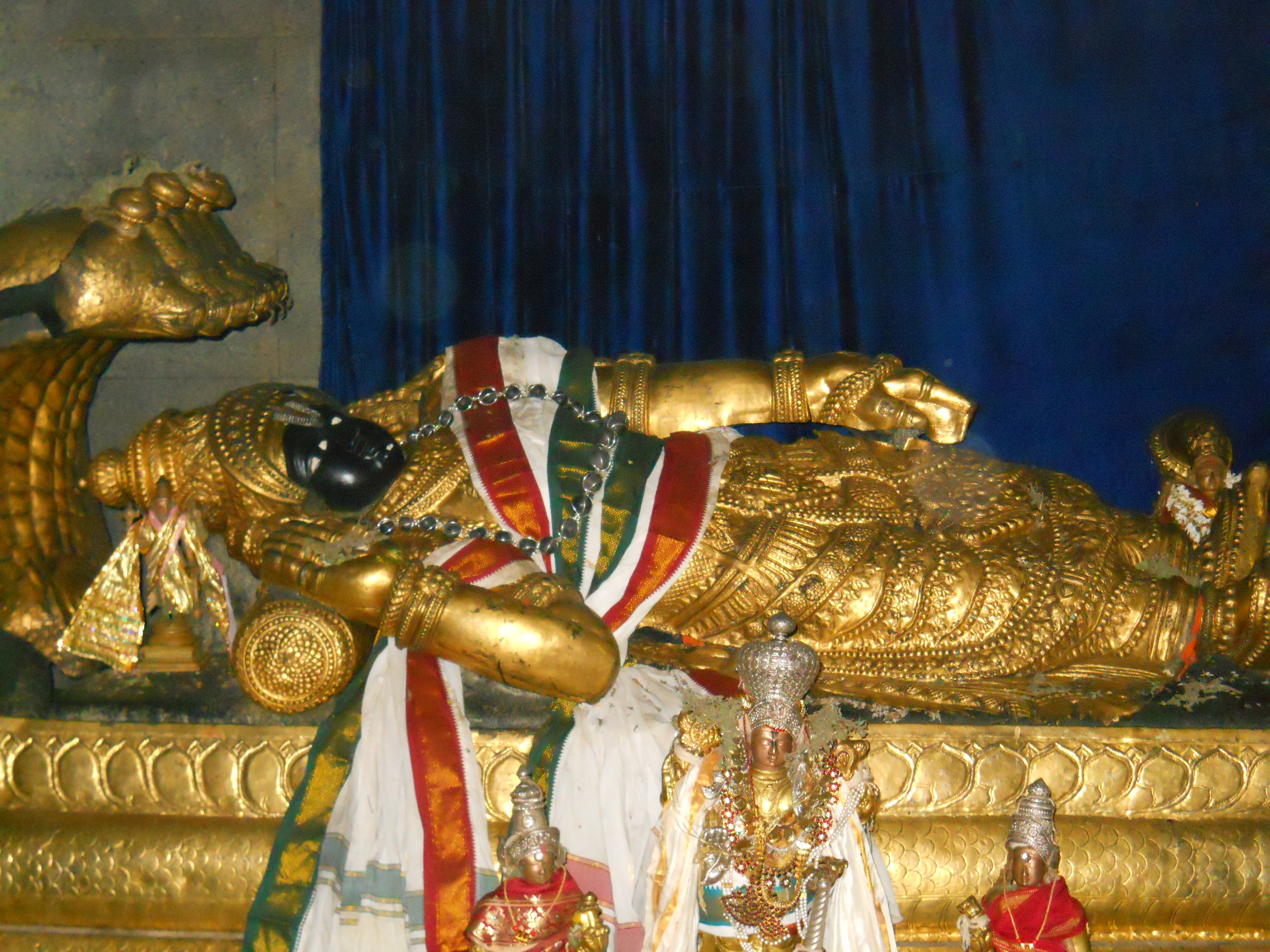
Representación de Ranganatha en el Templo de Madyaranga Ranganatha.

Suele representarse como una deidad sonriente reclinada sobre la serpiente celestial Adisesha. Es la forma en la que se dispone a escuchar las lamentaciones de sus devotos, y a bendecirlos. Esta forma de Visnú tiene especial importancia entre la comunidad vaishnava, que en el sur de la India adora a Visnú, y en el resto del país adora a uno de sus avatares, Krishna.

## Templos consagrados a Ranganatha
Hay cinco templos consagrados a esta deidad en el río Kaveri, conocidos como Pancharanga Kshetrams, pero los más importantes son los tres que se encuentran en pequeñas islas del río, denominados Sri Ranganathaswamy:
- Adi Ranga en Srirangapatna
- Madhya Ranga en Shivanasamudram
- Antya Ranga en Srirangam